# Pododesmus pernoides
Pododesmus pernoides är en musselart som först beskrevs av John Edward Gray 1853.  Pododesmus pernoides ingår i släktet Pododesmus och familjen sadelostron. Inga underarter finns listade i Catalogue of Life.